# Échelle de franchissement
Une échelle de franchissement est un moyen technique permettant le passage des murs coupe-feu ou murets.
On la trouve généralement sur des toitures inaccessibles au public. Elle est principalement utilisée par le personnel de maintenance.
Généralement en aluminium, elle doit répondre aux normes NF E 85-016 et NF E 85-013.
Il existe différents types de hauteur et de palier de franchissement afin de s'adapter au muret.

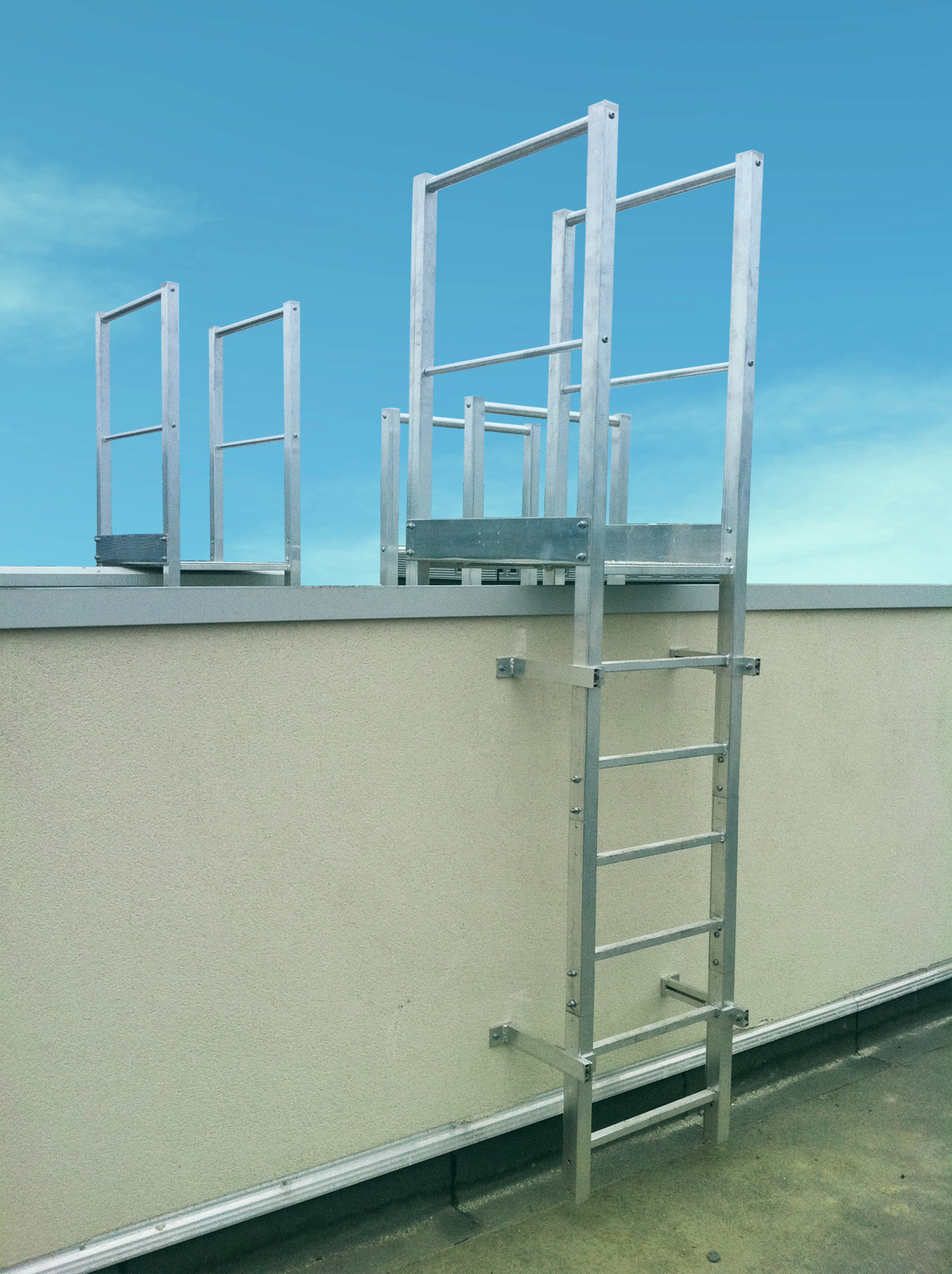
échelle de franchissement aluminium sur mur coupe-feu
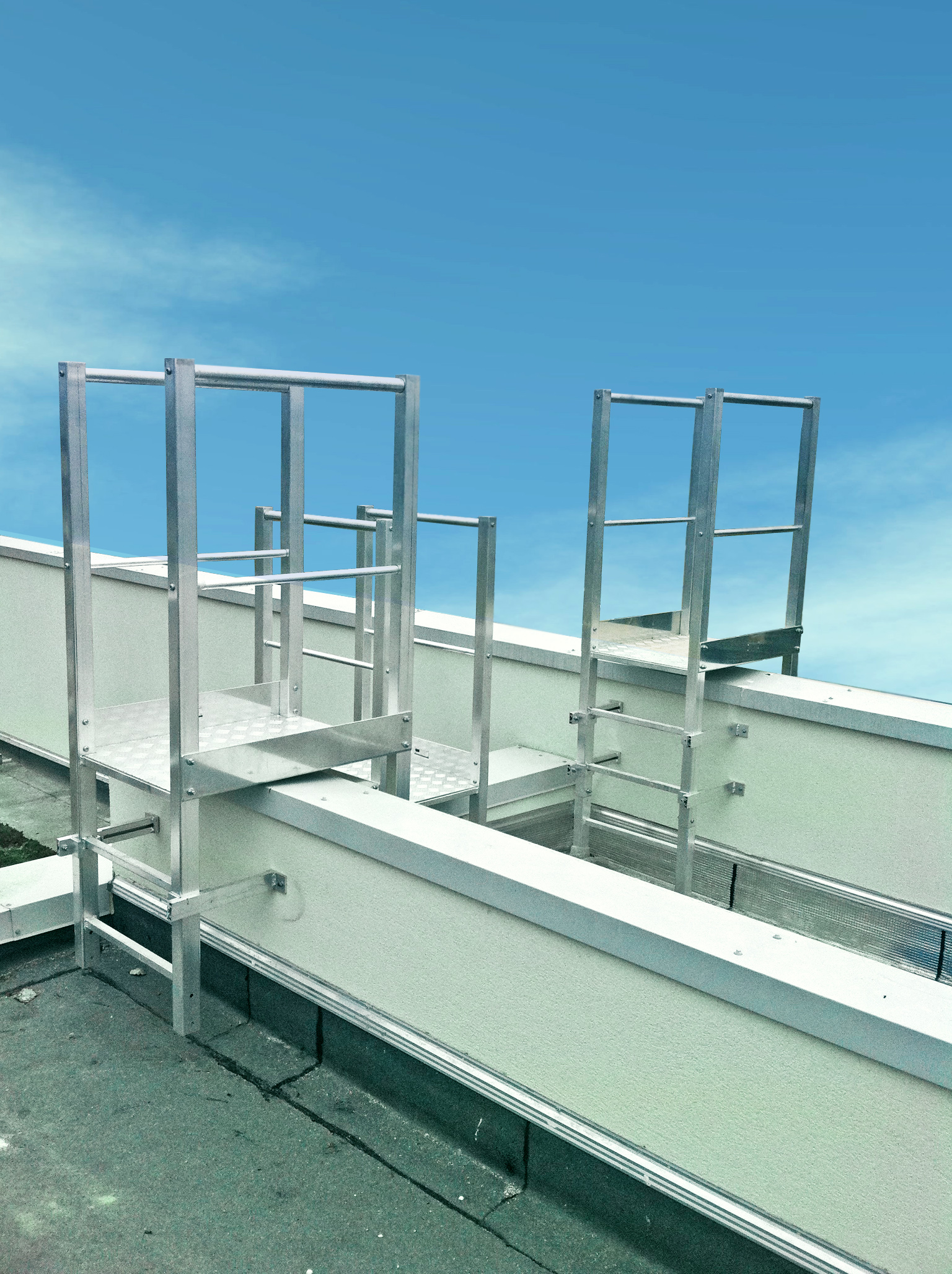
échelle de franchissement aluminium sur muret technique